# Samir & Viktor
Samir & Viktor o Samir och Viktor es un dúo musical sueco formado por el concursante de Paradise Hotel Samir Badran y el bloguero de moda Viktor Frisk. Samir & Viktor participaron en el Melodifestivalen 2015 con la canción "Groupie", que terminó octava en la final, y nuevamente en Melodifestivalen 2016 con "Bada Nakna", que ocupó el puesto 12 en general. Compitieron por tercera vez en Melodifestivalen 2018 con "Shuffla", terminando en cuarto lugar en la gran final.

## Carrera

### 2014: Sencillo debut

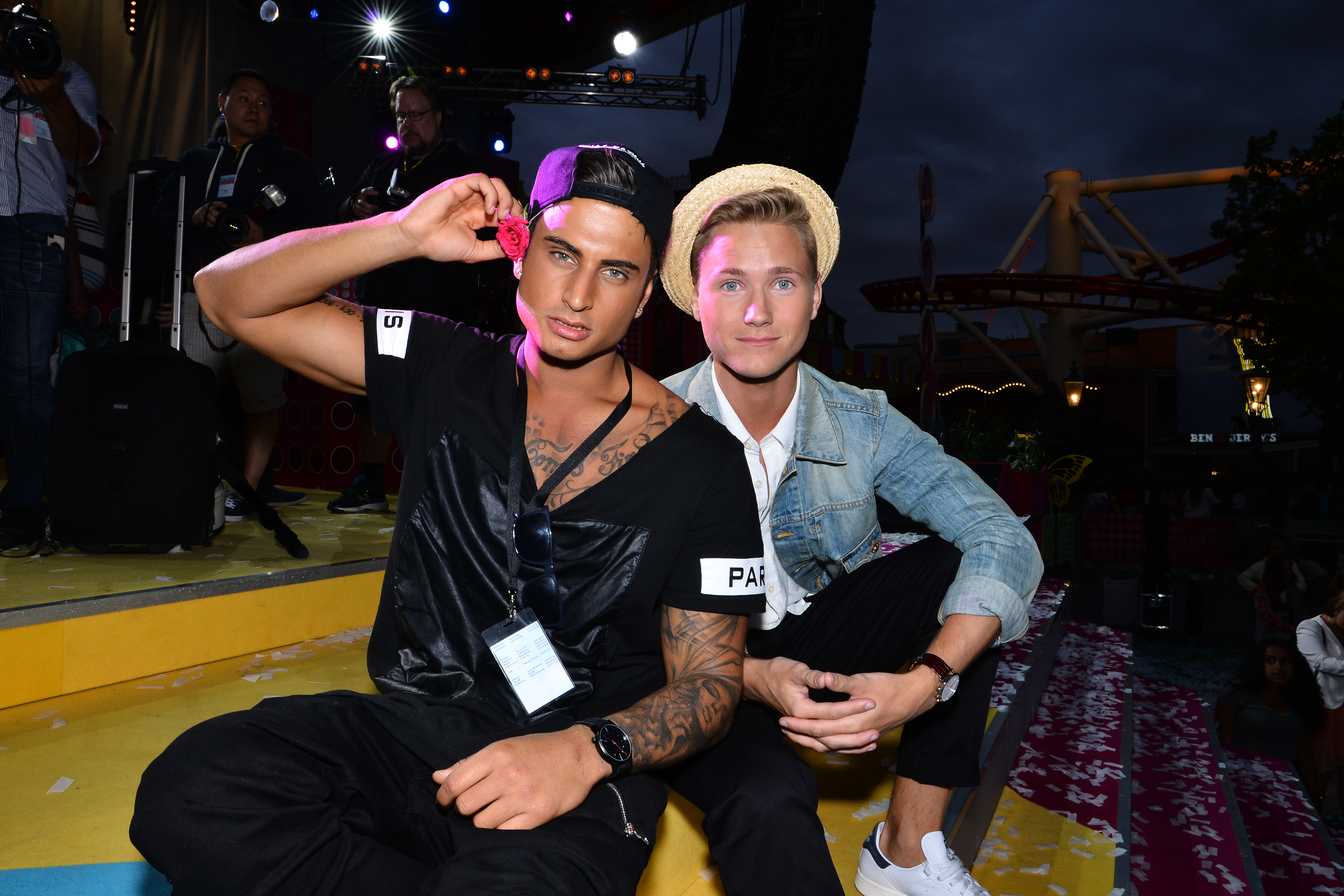
Samir y Viktor en Sommarkrysset 2014

En mayo de 2014, el dúo lanzó su primer sencillo musical llamado "Success". La canción alcanzó el número uno en su primera semana en la lista sueca de iTunes y alcanzó el número tres en Sverigetopplistan, la lista oficial de singles de Suecia. 

### 2015 – presente: Melodifestivalen
Samir & Viktor participaron en el Melodifestivalen 2015 con la canción "Groupie" en un intento por representar a Suecia en el Festival de Eurovisión 2015 en Viena, Austria. Actuaron el 14 de febrero de 2015 en la segunda ronda de semifinales, terminando en tercera posición, por lo que pasaron a la ronda de repesca "Andra Chansen" del 7 de marzo, donde se enfrentaron a Behrang Miri yVictor Crone, que interpretaron el tema "Det rår vi inte för". Al ganar la ronda con un gran margen, se clasificaron para la final en Estocolmo, celebrada el 14 de marzo, donde finalizaron octavos en la clasificación general. "Groupie" demostró su éxito comercial alcanzando el número tres en Sverigetopplistan, la lista oficial de singles suecos. El siguiente sencillo del dúo fue "Saxofuckingfon", que alcanzó el número dos en la lista de singles suecos. 
El dúo volvió a participar en el Melodifestivalen 2016 con la canción "Bada nakna". Nuevamente, pasaron a la ronda andra chansen tras participar en la primera semifinal el 6 de febrero de 2016. Se clasificaron para la final, pero terminaron últimos. Su siguiente sencillo "Fick Feeling" fue lanzado digitalmente el 25 de mayo de 2016. Después de eso, el grupo anunció que se tomaría un descanso para realizar trabajos en solitario. Luego, lanzaron su sencillo de regreso "Kung" el 12 de mayo de 2017. 
Por otro lado, participaron de nuevo en el Melodifestivalen 2018 con "Shuffla", terminando en cuarto lugar en la gran final, su mejor posición en el Melodifestivalen hasta la fecha. 

## Discografía

### Sencillos
| "Success"                                                                                 | 2014 | 3  | —  | - GLF: 3× Platinum                         | - |
| "Groupie"                                                                                 | 2015 | 3  | —  | - GLF: 3× Platinum                         | - |
| "Saxofuckingfon"                                                                          | 2015 | 2  | 10 | - GLF: 3× Platinum - IFPI NOR: 2× Platinum | - |
| "Bada nakna"                                                                              | 2016 | 1  | —  | - GLF: 4× Platinum                         | - |
| "Fick Feeling"                                                                            | 2016 | 11 | —  | - GLF: Platinum                            | - |
| "Kung"                                                                                    | 2017 | 30 | —  |                                            | - |
| "Vi gör det ändå"                                                                         | 2017 | 26 | —  |                                            | - |
| "Rakt in i kaklet"                                                                        | 2017 | 44 | —  |                                            | - |
| "Shuffla"                                                                                 | 2018 | 2  | —  | - GLF: Gold                                | - |
| "Put Your Hands Up för Sverige" (featuring Anis don Demina)                               | 2018 | 4  | —  |                                            | - |
| "Odödlig"                                                                                 | 2019 | 20 | —  |                                            | - |
| "Kemi"                                                                                    | 2019 | 55 | —  |                                            | - |
| "Va som mig" (featuring 1.Cuz)                                                            | 2019 | 48 | —  |                                            | - |
| "—" denota que un sencillo no ha sido lanzado o que no ha estado en las listas de éxitos. |      |    |    |                                            |   |